# Dziwiszów
Dziwiszów is een plaats in het Poolse district Karkonosze, woiwodschap Neder-Silezië. De plaats maakt deel uit van de gemeente Jeżów Sudecki en telt 1000 inwoners.